# Bir El Hafey
Bir El Hafey è una città del centro della Tunisia posta ai piedi della dorsale tunisina, che fa parte del governatorato di Sidi Bouzid.
La municipalità conta 5.589 abitanti ed è capoluogo della delegazione omonima che conta 33.979 abitanti.